# Pennybridge Pioneers
Pennybridge Pioneers es el cuarto álbum del grupo sueco de punk rock Millencolin. Fue lanzado el 22 de febrero de 2000 por Epitaph Records y Burning Heart Records. El álbum fue su primer álbum en alejarse de sus elementos ska punk en favor de un sonido de rock más alternativo. También fue el primer álbum de la banda grabado fuera de Suecia, su país de origen, y el primero en obtener la certificación de oro en ventas después de vender más de 35,000 copias en Australia.
Su título se deriva de la ciudad natal de la banda, Örebro, que en broma se traduce como «Pennybridge» en inglés. «Fox» y «Penguins & Polarbears» fueron lanzados como sencillos con vídeos musicales que los acompañaban. «No Cigar» también fue lanzado como sencillo y EP y apareció en las bandas sonoras de los videojuegos Tony Hawk's Pro Skater 2, Jeremy McGrath Supercross World, Tony Hawk's Pro Skater HD y Tony Hawk's Pro Skater 1 + 2 . «Pepper» también se incluyó en el álbum de la banda sonora Music from and Inspired by Tony Hawk's Pro Skater 3, aunque no estuvo incluido en el juego.

## Producción
Pennybridge Pioneers se grabó en Westbeach Recorders en Hollywood, California, con el productor Brett Gurewitz. Las sesiones duraron del 28 de julio al 6 de septiembre de 1999. Gurewitz y Donell Cameron actuaron como ingenieros, y fueron asistidos por Jay Gordon. Eddie Schreyer masterizó el álbum en Oasis Mastering.

## Lanzamiento
El 3 de noviembre de 1999, se anunció el lanzamiento de Pennybridge Pioneers en febrero de 2000. «Material Boy» se publicó en línea el 10 de noviembre de 1999. Pennybridge Pioneers finalmente se lanzó el 22 de febrero de 2000. Después de esto, la banda apareció en Warped Tour y en la gira Epitaph Punkorama Tour. La banda apoyó a The Offspring en su gira por la costa oeste de EE. UU. en julio y agosto de 2001. Aunque la banda estaba inicialmente programada para aparecer en el Edgefest II en Canadá, finalmente tocaron en dos shows junto a Blink-182.

## Lista de canciones
| CD    |                         |                               |          |  |
| N.º   | Título                  | Letras                        | Duración |  |
| 1.    | «No Cigar»              | Nikola Sarcevic, Mathias Färm | 2:43     |  |
| 2.    | «Fox»                   | Nikola Sarcevic               | 2:03     |  |
| 3.    | «Material Boy»          | Nikola Sarcevic, Mathias Färm | 2:23     |  |
| 4.    | «Duckpond»              | Nikola Sarcevic               | 2:50     |  |
| 5.    | «Right About Now»       | Nikola Sarcevic               | 1:48     |  |
| 6.    | «Penguins & Polarbears» | Nikola Sarcevic, Mathias Färm | 2:54     |  |
| 7.    | «Hellman»               | Nikola Sarcevic, Mathias Färm | 2:41     |  |
| 8.    | «Devil Me»              | Nikola Sarcevic               | 2:41     |  |
| 9.    | «Stop to Think»         | Nikola Sarcevic               | 2:13     |  |
| 10.   | «The Mayfly»            | Nikola Sarcevic               | 3:05     |  |
| 11.   | «Highway Donkey»        | Nikola Sarcevic, Mathias Färm | 2:29     |  |
| 12.   | «A-Ten»                 | Nikola Sarcevic, Mathias Färm | 3:01     |  |
| 13.   | «Pepper»                | Nikola Sarcevic               | 1:48     |  |
| 14.   | «The Ballad»            | Nikola Sarcevic               | 4:51     |  |
| 37:22 |                         |                               |          |  |

## Créditos
| Millencolin - Nikola Sarcevic – voz, bajo, coros, guitarra acústica (track 14) - Erik Ohlsson – guitarra, coros - Mathias Färm – guitarra, coros - Fredrik Larzon – batería, coros Músicos adicionales - Brett Gurewitz – coros, guitarra (track 11 y 14), piano (track 14) | Producción - Brett Gurewitz – productor, ingeniero - Donell Cameron – ingeniero - Eddie Schreyer – masterización - Jay Gordon – ingeniero asistente - Erik Ohlsson – arte y diseño - Magnus Sundholm – fotografía - Greg Truex – fotografía - Tive – fotografía - Petter Koubeck – fotografía |

## Posicionamiento en listas
| Lista (2000)                 | Mejor posición |
| ---------------------------- | -------------- |
| Suecia (Swedish Album Chart) | 3              |

## Ventas y certificaciones
| País                                               | Organismo certificador | Certificación | Ventas certificadas | Ref.   |
| Ventas                                             | Ventas                 | Ventas        | Ventas              | Ventas |
| -------------------------------------------------- | ---------------------- | ------------- | ------------------- | ------ |
| Australia                                          | ARIA                   | Oro           | 25 000*             | [ 2 ]  |
| *Cifras de ventas basadas solo en certificaciones. |                        |               |                     |        |

## Historial de lanzamiento
| País   | Fecha                 | Formato | Sello                                  |
| ------ | --------------------- | ------- | -------------------------------------- |
| Varios | 22 de febrero de 2000 | CD      | Epitaph Records, Burning Heart Records |